# Angela Fontana
Angela Fontana (Maddaloni, 24 aprile 1997) è un'attrice italiana.

## Biografia
A quattordici anni, con la sorella gemella Marianna Fontana, ha fatto un tour in America e cantato in teatri di Chicago e di Atlantic City. Ha ottenuto a sedici anni una borsa di studio, per frequentare la scuola cinematografica "La Ribalta" di Napoli.  Ha frequentato il Conservatorio San Pietro a Majella in Canto Jazz e un corso di Pianoforte alla Mad school, è laureata al Dams di Roma Tre. Ha seguito numerosi laboratori con Ivana Chubbuck, Jan Fabre, Doris Von Thury.
Ha ricoperto il ruolo di Viola, nel film Indivisibili del 2016, di Edoardo De Angelis, mentre sua sorella gemella Marianna, nello stesso film, era Daisy. Il film Indivisibili è stato presentato nel 2016, nel corso delle "Giornate degli autori", alla 73ª Mostra internazionale d'arte cinematografica di Venezia, quindi al Toronto International Film Festival, nella sezione "Contemporary World Cinema" e al BFI London Film Festival.
La carriera delle due sorelle gemelle si è distinta nel 2017: Angela ha interpretato il film drammatico Likemeback, diretto da Leonardo Guerra Seràgnoli e presentato ad agosto 2018 al Locarno Festival. Ha anche interpretato la parte della protagonista nel film Lucania di Gigi Roccati e anche nel film per la Rai Due soldati, di Marco Tullio Giordana, andato in onda nel dicembre 2018. Nel 2019 ha interpretato il personaggio di Cecilia Gallerani nel film Io, Leonardo per la regia di Jesus Garces Lambert, al fianco di Luca Argentero.

## Filmografia

### Cinema
- Perez., regia di Edoardo De Angelis (2014)
- Magnifico Shock, episodio di Vieni a vivere a Napoli, regia di Edoardo De Angelis (2016)
- Indivisibili, regia di Edoardo De Angelis (2016)
- Likemeback, regia di Leonardo Guerra Seràgnoli (2018)
- Lucania, regia di Gigi Roccati (2018)
- Io, Leonardo, regia di Jesus Garces Lambert (2019)
- Double Soul, regia di Valerio Esposito (2023)
- La vita accanto, regia di Marco Tullio Giordana (2024)
- Basileia, regia di Isabella Torre (2025)

### Televisione
- Due soldati, regia di Marco Tullio Giordana (2017) - film per la TV
- Crazy for Football - Matti per il calcio, regia di Volfango De Biasi - film TV (2021)
- Non ti pago, regia di Edoardo De Angelis - film TV (2021)
- Sara - La donna nell’ombra – serie TV, regia di Carmine Elia (2025)

### Videoclip
- L'odore del mare, dei Tiromancino (2021)

## Discografia

### Collaborazioni
- 2016 - Enzo Avitabile Lotto infinito con la canzone Abbi pietà di noi

## Premi e riconoscimenti
- 2017 - David di Donatello
  - miglior canzone originale per Abbi pietà di noi dal film Indivisibili
  - Candidatura come miglior attrice protagonista per il film Indivisibili
- 2017 - Globo d'oro
  - Candidatura come miglior attrice per il film Indivisibili
- 2017 - Nastro d'argento
  - Premio Guglielmo Biraghi
  - candidatura per il film Indivisibili
- 2017 - Ciak d'oro
  - Premio Colpo di fulmine